# Ewald Georg von Kleist
Ewald Georg von Kleist (Wicewo, Transpomerânia, 10 de junho de 1700 – Koszalin, 11 de dezembro de 1748) foi um jurista,clérigo luterano e físico alemão.

## Biografia

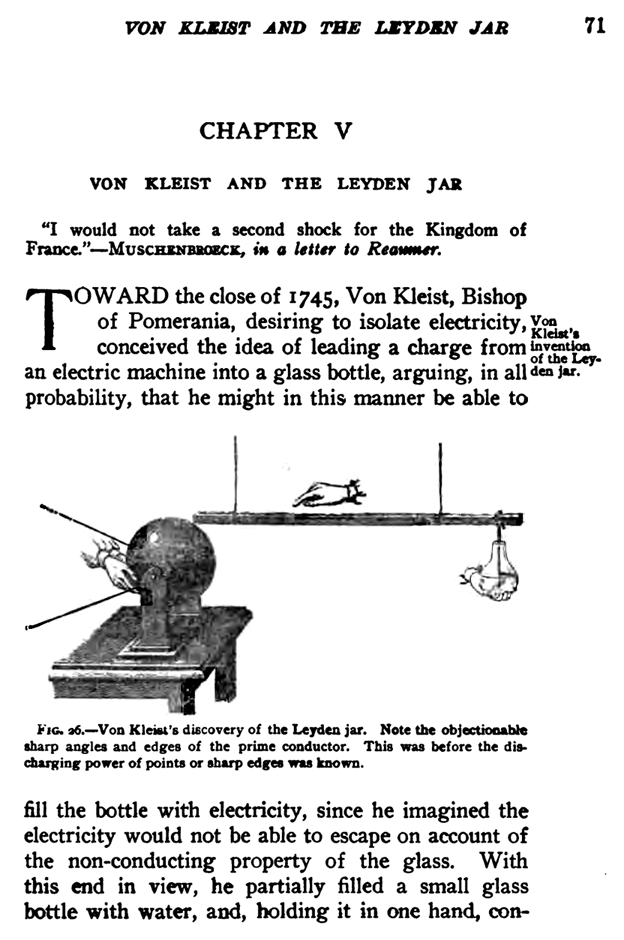
Descrição e desenho da invenção de Kleist da garrafa de Leiden

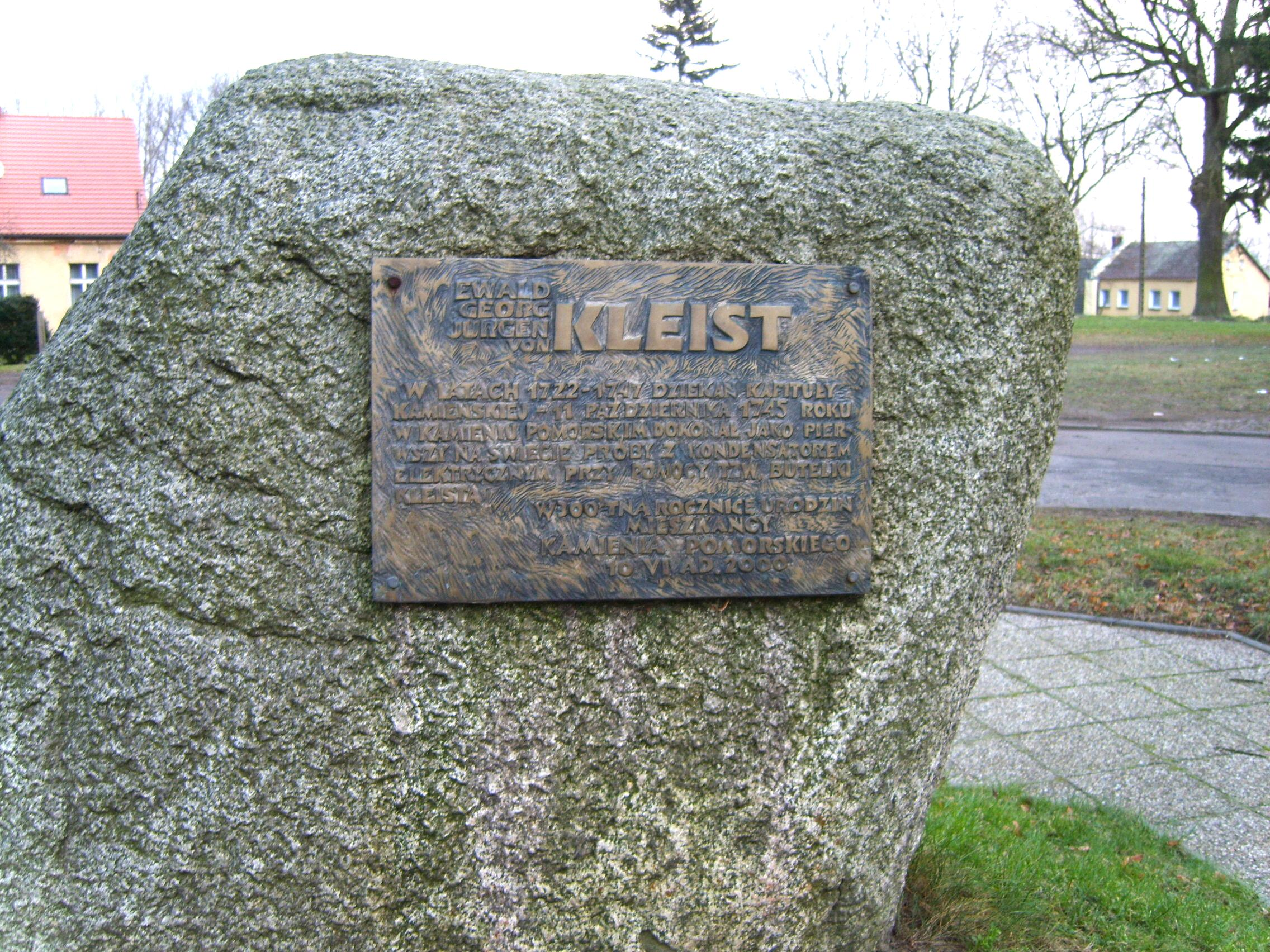
Monumento em Kamień Pomorski para Ewald G. Kleist

Ewald nasceu em Wicewo, Transpomerânia. Estudou jurisprudência na Universidade de Leipzig e na Universidade de Leiden e pode ter despertado seu interesse em eletricidade nesta última universidade, sob a influência de Willem Jacob`s Gravesande. De 1722 a 1745 foi reitor da catedral de Kamień Pomorski no Reino da Prússia, sendo depois presidente da corte real em Koszalin.
Em 11 de outubro de 1745 inventou independentemente a garrafa de Leiden, que podia armazenar eletricidade em grande quantidade. Comunicou sua descoberta a um grupo de cientistas de Berlim no final de 1745, e a notícia foi transmitida de forma confusa para a Universidade de Leiden, onde a garrafa foi investigada. Esta tornou-se mais conhecida como garrafa de Leiden devido ao aluno de Willem Jacob ’s Gravesande Pieter van Musschenbroek de Leiden.